# Joseph Klant
Joseph (auch Josef) Klant (* 8. Dezember 1869 in Herzogenwalde; † 1927) war Gauleiter der NSDAP von Hamburg und von 1924 bis zu seinem Tod Mitglied der Hamburger Bürgerschaft.
Nach dem Besuch der Volksschule war er von 1883 bis 1896 im Bergbau tätig. Dann zog er nach Hamburg und wurde Schreiber bei Blohm & Voss. 1899, nunmehr Expedient bei seinem Arbeitgeber, erhielt er auch das Hamburger Bürgerrecht. 1903 erwarb er ein Zigarrengeschäft, das er bis zu seinem Tod führte.
In Hamburg wurde er Mitglied im Deutschvölkischen Schutz- und Trutzbund und leitete dort die Ortsgruppe des Bundes der Aufrechten.
Ab Juli 1922 war er als Anhänger des Nationalsozialismus ausgesprochen rührig und gründete einen Verein nach dem anderen, die jedoch auch immer wieder schnell verboten wurden. Allerdings stand das seiner Karriere bei der NSDAP nicht im Wege, bereits 1923 tauchte sein Name als Redner auf mehreren Massenversammlungen in München auf.
Die Ortsgruppe Hamburg der NSDAP formierte sich im gleichen Jahr unter der Bezeichnung Blücher-Gruppe neu. weil die NSDAP zu diesem Zeitpunkt verboten war. Kurze Zeit später wurde Klant jedoch verhaftet und bis 1924 inhaftiert. Nach einer Verurteilung 1924 zu 4 Monaten Gefängnis und 500 Reichsmark Geldstrafe schaffte er es im selben Jahr über den Völkischsozialen Block, sich in die Hamburger Bürgerschaft wählen zu lassen, der er bis zu seinem Tode angehörte.
Zum 28. März 1925 trat er wieder in die NSDAP ein (Mitgliedsnummer 1.065) und wurde im gleichen Jahr auch Gauleiter im Gau Hamburg der NSDAP. Allerdings gelang es ihm nicht, sich gegen die SA in Hamburg durchzusetzen. Ständige Streitereien zwischen SA und NSDAP waren die Folge. Im Oktober 1926 stellte er sein Amt formell zur Verfügung – von der Ablehnung des Rücktrittsgesuches erhoffte er sich eine Stärkung seiner Position. Die Parteizentrale nahm das Gesuch an, gleichzeitig wurde der Gau Hamburg aufgelöst und zur Ortsgruppe degradiert. Reichspropagandaleiter Gregor Strasser wurde zur Neuordnung nach Hamburg geschickt. Am 4. November 1926 wurde Albert Krebs zum Ortsgruppenleiter gewählt.
Am 7. September 1927 wurde Klant auf dem Ohlsdorfer Friedhof in Hamburg beerdigt.